# Dimia
Dimia is een geslacht van wantsen uit de familie van de Miridae (Blindwantsen). Het geslacht werd voor het eerst wetenschappelijk beschreven door Kerzhner in 1988.

## Soorten
Het genus bevat de volgende soorten:

- Dimia formosana C.S. Lin, 2006
- Dimia inexspectata Kerzhner, 1988